# 盧芳
盧 芳（ろ ほう、生没年不詳）は、中国の新代から後漢時代初期にかけての武将。字は君期。涼州安定郡三水県（現在の寧夏回族自治区呉忠市同心県）の人。兄は盧禽。弟は盧程。北方辺境で活動し、一時は皇帝を自称した、新末後漢初の群雄の一人である。

## 事跡

### 北方辺境に割拠
| 姓名           | 盧芳                                                   |
| 時代           | 新代 - 後漢時代                                        |
| 生没年         | 〔不詳〕                                               |
| 字・別号       | 君期（字）                                             |
| 本貫・出身地等 | 涼州安定郡三水県                                       |
| 職官           | 騎都尉〔更始〕→上将軍〔推戴〕                          |
| 爵位・号等     | 西平王〔推戴〕 →皇帝〔推戴〕→代王〔後漢〕              |
| 陣営・所属等   | 〔独立勢力〕→更始帝 →〔独立勢力〕→光武帝 →〔独立勢力〕 |
| 家族・一族     | 兄：盧禽 弟：盧程                                      |

王莽の統治期に、民衆が未だ漢代を思慕しているのを見て、盧芳は武帝の曾孫の劉文伯を自称し、後に三水県の北方民族と共に挙兵した。更始2年（24年）に更始帝（劉玄）が長安に遷都すると、盧芳は騎都尉に任命されて、安定以西の鎮撫を命じられている。
更始3年（25年）に更始政権が滅亡すると、三水の豪傑たちは漢の皇族を自称していた盧芳を上将軍・西平王として擁立し、西羌・匈奴と和約を結んだ。そして匈奴単于輿（呼都而尸道皋若鞮単于）は配下の句林王をして、盧芳・盧禽・盧程を匈奴支配地域に招き、盧芳を漢の皇帝として擁立している。
建武4年（28年）、単于輿は無楼且渠王を遣わし、李興・閔堪など并州に割拠していた群雄と和親を結び、さらに盧芳を漢皇帝として内地に還したいと告げた。建武5年（29年）、盧芳は李興・閔堪らから迎え入れられ、五原郡九原県を根拠地として北方辺境に割拠し、五原・朔方・雲中・定襄・雁門の5郡を占領した。
建武6年（30年）、何らかの事情により、盧芳は腹心の五原太守李興とその兄弟を誅殺したため、同じく腹心の朔方太守田颯と雲中太守橋扈が盧芳に反して光武帝（劉秀）に降ってしまう。それでも盧芳は、後漢の大司馬呉漢や驃騎大将軍杜茂の度重なる討伐を撃退した。しかし建武12年（36年）、盧芳が雲中を攻略できなかったことが原因で、部将の随育から光武帝に降伏するよう脅され、万事休した盧芳は軍を放棄して匈奴の支配地に逃げ込んだ。

### 後漢への降伏と再度の離反
建武16年（40年）、盧芳は高柳に入り、閔堪とその兄の閔林を使者として、光武帝に降伏を申し入れた。光武帝は盧芳を代王に封じ、閔堪を代国の相、閔林を代国の太傅に任命し、盧芳らに匈奴との修好を担当させようとしている。そして、建武17年（41年）の入朝を求める光武帝からの詔を受けて、盧芳は洛陽へ向かおうとした。ところがその途中で、何故か光武帝は、入朝はその次の年（建武18年）に延期するよう求める詔を発する。これにより疑心を抱いた盧芳は、代に戻ってから再び反逆し、部下の閔堪や閔林と数カ月にわたって攻防戦を繰り広げた。
間もなく匈奴の救援を受け、妻子と共に匈奴支配地域へ引き返した盧芳は、それから10年余り後に同地で病没した。

## 関連記事
- 新末後漢初
- 賈覧